# Saison
Saison es una cerveza de tipo ale que es altamente carbonatada, afrutada, picante y a menudo acondicionada en botella. Históricamente fue elaborado con bajos niveles de alcohol, pero las producciones modernas del estilo tienen niveles de moderados a altos de alcohol. Junto con varias otras variedades, generalmente se clasifica como una cerveza de granja.

## Historia
Como un estilo de cerveza, la saison comenzó como una cerveza pale ale elaborada en los meses más fríos y menos activos en granjas en Valonia, la región de habla francesa de Bélgica, y almacenada para beber en los meses de verano. Estas cervezas de granja habrían sido de una graduación alcohólica más baja que las saisons modernas: alrededor de 3 a 3.5% «alc.» en promedio, aumentando a principios del siglo XX a entre 4.5 y 6.5% «alc». En la Edad Media, la cerveza de baja gravedad se servía como una fuente limpia de hidratación para los trabajadores que consumían hasta cinco litros por día.
La elaboración de cerveza fuera de los meses de verano era común para todos los cerveceros antes de la invención de la refrigeración, debido a la probabilidad de que la cerveza se echara a perder mientras fermentaba en el verano, durante el apogeo de la actividad bacteriana en el aire. Los agricultores posiblemente también elaboraron cerveza durante los meses más fríos para proporcionar trabajo a su personal permanente durante el período más tranquilo. Después de la elaboración de la cerveza, la cerveza se almacenó hasta el verano, cuando los principales consumidores serían trabajadores estacionales («saisonniers»).
Históricamente, las saisons no compartían suficientes características identificables para definirlos como un estilo específico, sino que eran un grupo de refrescantes cervezas de verano hechas por agricultores. Cada cervecero de la granja haría su propia versión distintiva. Aunque la mayoría de los ejemplos comerciales ahora varían de 5 a 8% de «alc.», originalmente los saisons estaban destinados a ser refrescantes y se cree que tenían niveles de alcohol que oscilaban entre 3 y 3.5%.
Las saisons modernas generalmente son altamente carbonatadas, afrutadas y picantas, a veces por la adición de especias.

## Composición
El tipo de malta determina el color de la saison, y aunque la mayoría de las saisons son de un color dorado turbio como resultado de que la molienda es principalmente malta pálida o pilsner, el uso de maltas más oscuras da como resultado que algunos saisons sean de color ámbar rojizo. Algunas recetas también usan trigo. Se pueden usar especias como la ralladura de naranja, el cilantro y el jengibre. Algún carácter de especias puede aparecer debido a la producción de ésteres durante la fermentación a temperaturas cálidas. Los ejemplos modernos elaborados en los Estados Unidos tienden a copiar la levadura utilizada por la fábrica de cerveza Dupont, que fermenta mejor a temperaturas más cálidas como 29 a 35 °C que la temperatura de fermentación estándar de 18 a 24 °C utilizada por otras cervezas belgas.